# Polina
Polina, dříve někdy také Dolina (maďarsky Alsófalu) je obec na Slovensku v okrese Revúca.

## Část obce
- Helenka (maďarsky Ilonhalma)

## Poloha
Obec leží v dolině Západního Turce v Slovenském krasu, v Revúcké vrchovině ve Slovenském rudohoří, v údolí Turiec v povodí Slané; 14 kilometrů SZ od Tornaľy a 35 kilometrů JZ od Revúci.

## Historie
První písemná zmínka o obci (pod názvem Polanfoula) je z roku 1325; byla vyčleněna z obce Skerešovo. Původně žilo v Polině slovanské obyvatelstvo, což potvrzuje její název odvozený od slova pole, resp. mýtiny ve vyklučeném lese. Obyvatelstvo se zabývalo zemědělstvím, chovem dobytka, pálením uhlí a povoznictvím.
Do roku 1918 byla Polina v Uhersku a poté v Československu. Kvůli prvnímu vídeňskému arbitrážnímu nálezu bylo místo v letech 1938 až 1944 součástí Maďarska..
Při sčítání lidu v roce 2011 žilo v Polině 126 obyvatel, z toho 83 Maďarů, 35 Slováků, tři Romové a jeden Čech. Čtyři obyvatelé neuvedli žádné informace o své etnické příslušnosti.

## Pamětihodnosti
- Reformovaný (kalvínský) kostel v neoklasicistním stylu z roku 1883
- Venkovský zámek v neoklasicistním stylu z počátku 19. století